# Галатас (дворец)
Дворецът Галатас (на гръцки: Γαλατάς) е археологически обект на остров Крит, Гърция. Намира се на 30 km южно от град Ираклио в близост до едноименното село Галатас, дем Ханя.
Обектът е разкрит през зимата на 1991-1992 г. при спешна акция поради сигнал за незаконни разкопки на това място. Същинските проучвания започват през 1995 г. и продължават до 2005 г., а през 1997 г. е оповестено, че сред древния минойски град е открит дворец.
Големият павиран двор на двореца е с размери 16 х 32 m. Самият дворец има четири крила, от които най-добре запазено е източното - с размери 70 х 60 m, използвано предвид откритите огромен брой съдове и голямата пещ главно като кухненски помещения и зали за пиршества. Южното и западното крила са в много лошо състояние като заключението на археолозите е, че западното по всяка вероятност е използвано за занаятчийско производство. В северното крило, което последно е разкопано, явно са се намирали жилищните помещения на благородника или високопоставените административни служители, които тук са отсядали.
Това е четвъртият по големина от откритите на Крит минойски дворци (нарежда се веднага след тези в Кносос, Малиа и Фестос). Първоначално построен между 1700 и 1650 г.пр.н.е., той е опустошен от пожар, след това около 1600 г. е възстановен и отново сринат през 1500 г. пр.н.е. вероятно вследствие на земетресение.